# Jan Lorentowicz

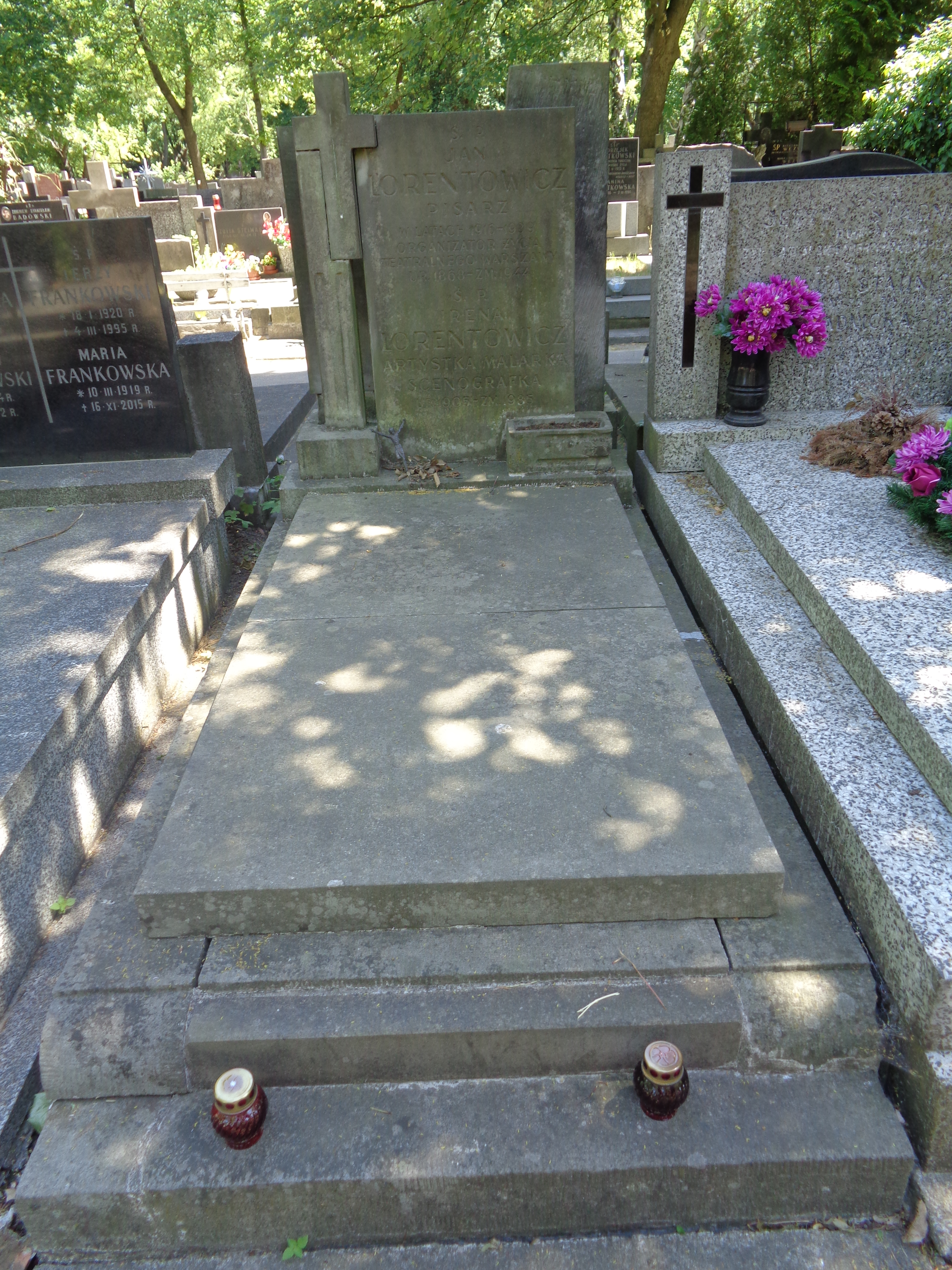
Grób Jana Lorentowicza na cmentarzu Stare Powązki

Jan Lorentowicz, ps. M. Chropieński, Zdzisław (ur. 14 marca 1868 w Pabianicach, zm. 15 stycznia 1940 w Warszawie) – polski krytyk teatralny, publicysta, dyrektor teatrów, prezes Polskiego Pen Clubu, członek Polskiej Akademii Literatury.

## Życiorys
W latach 1890–1903 przebywał w Paryżu, gdzie studiował w Szkole Antropologicznej (Ecole d'Anthropologie) i w Sorbonie. Mieszkał wraz z Kazimierzem Kelles-Krauzem, w jednym budynku, który mieścił się w XIII dzielnicy Paryża przy rue de la Glacière Nr 20.
Od 1891 redaktor gazety Pobudka, zamieszkały w Warszawie od 1903 roku. Uczestnik zjazdu socjalistów polskich w Paryżu w końcu listopada 1892 roku z ramienia Gminy Narodowo-Socjalistycznej.  W redakcji Kuriera Codziennego, w latach 1906–1918 w Nowej Gazecie. Współzałożyciel i prezes Towarzystwa Literatów i Dziennikarzy (1916–1918). 
W latach 1918–1922 dyrektor Teatrów Miejskich w Warszawie (Teatr Rozmaitości, Teatr Wielki i Teatr Letni, a okresowo Teatr Reduta, Teatr im. Bogusławskiego, Teatr Praski). Pomoc w założeniu eksperymentalnego Teatru Reduta i patronat nad jego początkami to jego największa zasługa w tym okresie.  
Na przełomie lat 1926–1928 był dyrektorem Teatru Narodowego.  
Delegat na zjazd Związku Zawodowego Literatów Polskich 4 lutego 1922 w Warszawie. Od 1938 w Polskiej Akademii Literatury. Związany z ruchem socjalistycznym.
Od 1904 ogłaszał recenzje teatralne, kolejno w „Gazecie Polskiej” (1904–06), „Nowej Gazecie” (1906–08), „Expresie Porannym” (1922–26, 1931–39), „Dniu Polskim” (1928–31). Wybór ok. 480 artykułów o teatrze opublikował w pięciotomowym zbiorze: Dwadzieścia lat teatru (Warszawa 1929–35). Z prac historyczno-teatralnych wydał Dzieje teatru w Polsce (Warszawa 1933), monografię jubileuszową Teatr Polski w Warszawie (Warszawa 1938), oraz monografie aktorskie Mieczysława Ćwiklińska (Warszawa 1936) i Józef Śliwicki (Warszawa 1938). Ważniejsze artykuły historyczne, teoretyczne i krytyczne na tematy teatralne zostały przedrukowane w tomie Teatry w stolicy i inne artykuły (Warszawa 1969).
Był także encyklopedystą. Został wymieniony w gronie 180 edytorów pięciotomowej Ilustrowanej encyklopedii Trzaski, Everta i Michalskiego wydanej w latach 1926–1928 gdzie zredagował hasła związane z teatrem  . 
W 1903 ożenił się z malarką Ewą Rościszewską, z którą miał córkę Irenę (1908–1985), malarkę i scenografkę.
Zmarł w Warszawie. Pochowany na cmentarzu Powązkowskim w Warszawie (kwatera 119-2-21).

## Ordery i odznaczenia
- Krzyż Oficerski Orderu Odrodzenia Polski (30 kwietnia 1925)[11]
- Złoty Wawrzyn Akademicki (5 listopada 1935)[12]